# Doberschau-Gaußig
Doberschau-Gaußig (tiếng Sorbia Dobruša-Huska) là một đô thị ở về phía đông của Sachsen, Đức. Đô thị Doberschau-Gaußig có diện tích 40,48 km², dân số thời điểm ngày 31 tháng 12 năm 2006 là 4563 người. Đô thị Doberschau-Gaußig thuộc huyện of Bautzen và tọa lạc về phía tây nam của Bautzen.
Đô thị Doberschau-Gaußig tọa lạc ở rìa bắc của Lausitzer Bergland (Đồi Lusatia).
Các làng thuộc đô thị này:
- Arnsdorf (Warnoćicy) - 152 người
- Brösang (Brězynka) - 67 người
- Cossern (Kosarnja) - 91 người
- Diehmen (Demjany) - 229 người
- Doberschau (Dobruša) - 1181 người
- Drauschkowitz (Družkecy) - 68 người
- Dretschen (Drječin) - 113 người
- Gaußig (Huska) - 618 người
- Gnaschwitz (Hnašecy) - 318 người
- Golenz (Holca) - 95 người
- Grubschütz (Hrubjelčicy) - 264 người
- Günthersdorf (Hunćericy) - 109 người
- Katschwitz (Kočica) - 42 người
- Naundorf (Nowa Wjes) - 361 người
- Neu-Diehmen (Nowe Demjany) - 40 người
- Neu-Drauschkowitz (Nowe Družkecy) - 38 người
- Preuschwitz (Přišecy) - 51 người
- Schlungwitz (Słónkecy) - 249 người
- Techritz (Ćěchorjece) - 89 người
- Weißnaußlitz (Běłe Noslicy) - 78 người
- Zockau (Cokow) - 113 người[1]